# Edward Abbott (peintre)
Pour les articles homonymes, voir Edward Abbott et Abbott.
Edward Abbott, né à une date inconnue, et mort le 11 novembre 1791 à Hereford, est un peintre britannique.

## Biographie
Il vit de nombreuses années à Long Acre. Il y bénéficie d'une réputation considérable en tant que peintre héraldique (armoiries et carrosserie décorative) et est aussi un paysagiste accompli.
Il voyage en France et en Italie avec le graveur William Wynne Ryland. En 1782, il se retire à Hereford, où il pratique en tant qu'artiste, et meurt après une longue maladie le 11 novembre 1791, dans sa 54e année.